# 1943년 벵골 기근

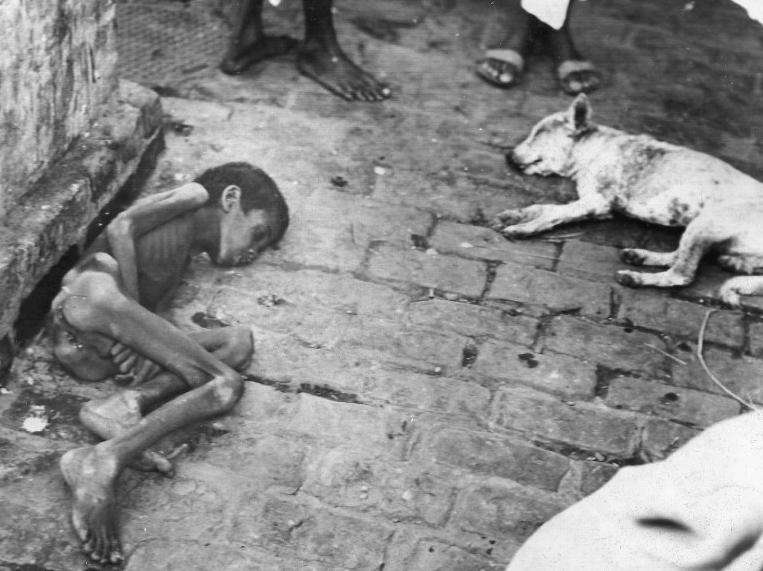
벵골 기근으로 아사한 한 소년

1943년 벵골 기근은 제2차 세계 대전 동안 영국령 인도의 벵골 지방에서 발생한 기근이다. 약 300만 명의 사람들이 영양 결핍으로 사망했다고 알려지고 있으나, 당시 6,000만 명의 벵골 인구 가운데 150만 명에서 400만 명이 기근으로 피해를 입었고, 12월 곡식이 들어온 후에도 이전의 영향으로 희생자의 반이 사망하였다. 기근의 피해는 이전의 가난한 계층의 사람들이 아니라 일자리를 잃은 수공업자들이나 소매업자들이 가장 많이 받았다.
전시 식민지 정책이 위기를 조성하고 악화시켰다. 벵골의 경제는 농업이 지배적이었고, 농촌 빈곤층의 절반에서 4분의 3이 "반쯤 굶은 상태"에서 살고 있었다. 농업 생산성의 정체와 안정적인 토지 기반은 급격히 증가하는 인구에 대처할 수 없었고, 이로 인해 쌀의 1인당 가용성이 장기적으로 감소하고, 토지 빈익빈 및 무토지 노동자의 수가 증가하게 되었다. 높은 비율은 부채의 구속으로 끝난 만성적이고 소용돌이치는 부채 순환과 토지 압류 때문에 그들의 토지 보유의 손실에 시달렸다.
수천 명의 농민들로부터 토지를 전용했기 때문에 군사력 증강의 재원은 전쟁 기간 인플레이션으로 이어졌다. 많은 노동자들이 수확량의 일부를 현물로 지불하기보다는 금전적인 임금을 받았다. 물가가 급격히 올랐을 때, 그들의 임금은 따라가지 못했다; 실질 임금의 하락으로 그들은 음식을 구입할 능력이 떨어졌다. 버마의 일본 점령 기간 동안, 이 지역의 시장 공급과 운송 시스템이 쌀과 배에 대한 영국의 "불안한 정책"으로 인해 중단되면서 많은 쌀 수입이 중단되었다. 벵골 상공회의소는 벵골 정부의 승인을 받아 군, 전쟁 산업, 공무원, 기타 "우선 계급"과 같은 높은 우선순위 역할을 하는 근로자들에게 상품과 용역을 우대적으로 분배하는 식품 계획을 고안했다.
지방 정부는 기근이 있었다는 것을 부인했고, 인도적 지원은 위기의 최악의 달 동안 효과적이지 못했다. 정부는 처음에는 논값에 영향을 미치려 했으나, 대신 매도자들이 주식을 보유하도록 부추기는 암시장을 조성하여, 통제가 중단된 후 투기와 사재기로 인한 초인플레이션으로 이어졌다. 1943년 10월 영국 인도군이 자금을 통제했을 때 원조는 상당히 증가했지만, 12월에 기록적인 쌀 수확 후에 효과적인 구제가 이루어졌다. 기아로 인한 사망은 감소했지만, 식량 안보 위기가 진정된 후, 1944년에 기근과 관련된 사망의 절반 이상이 질병의 결과로 발생했다.

## 배경
19세기 후반부터 대공황을 거치면서, 사회 및 경제 세력은 벵골의 소득 분배 구조와 대중을 지탱하는 농업 부문의 능력에 해로운 영향을 끼쳤다. 이러한 과정에는 가계 부채 증가, 급속한 인구 증가, 농업 생산성 정체, 사회 계층화 증가, 농민 계급의 토지 소유로부터의 소외가 포함되었다. 이들 좌파의 상호 작용은 경제적 충격에 대처하거나 단기적으로 식량에 대한 접근을 유지할 수 없는 빈곤과 부채에 빠진 사회 및 경제 단체들을 명확하게 정의했다. 1942년과 1943년, 제2차 세계 대전의 즉각적이고 중심적인 맥락에서, 벵골인들이 직면했던 충격은 많고, 복잡하고, 때로는 갑작스러웠다.
면적당 쌀 생산량은 20세기 초부터 정체되어 왔고, 인구 증가와 함께, 이것은 기근의 주요 요인이었던 압력을 야기시켰다. 약 1920년 이전에, 증가하는 벵골의 식량 수요는 부분적으로 사용되지 않는 관목지를 경작함으로써 충족될 수 있었다. 늦어도 20세기 1/4분기까지는, 벵골은 그러한 토지의 극심한 부족을 겪기 시작했고, 만성적이고 증가하는 쌀 부족으로 이어졌다. 급속한 인구증가에 보조를 맞출 수 없어 곡물 수출국에서 순수입국으로 바뀌었다. 그러나 수입은 전체 식량 작물의 작은 부분이었고 식량 공급의 문제를 완화시키는데 거의 도움이 되지 않았다.

## 진행
1942년과 1943년 초에 걸쳐, 군사적이고 정치적인 사건들은 벵골의 경제에 광범위한 충격을 주었다. 이는 자연 재해와 식물 질병과 결합되었다. 벵골의 식량 수요는 증가하는 군대와 버마로부터의 유입으로 증가했지만, 쌀과 다른 곡물을 얻는 벵골의 능력은 국가간 무역 장벽에 의해 제한되었다.
일본의 침공은 버마에서 인도로의 인도인 100만 명 중 50만 명 이상의 대이동을 촉발시켰다. 그 흐름은 랑군의 폭격 이후 시작되었고, 그 후 몇 달 동안 절망적인 사람들이 국경을 넘어 벵골과 아삼을 통해 인도로 탈출했다.1942년 4월 26일, 모든 연합군은 버마에서 인도로 철수하라는 명령을 받았다. 군사 수송과 다른 보급품들은 군사용으로 전용되었고, 난민들이 사용할 수 없었다. 1942년 5월 중순, 몬순 호우가 마니푸르 언덕에 폭우가 쏟아지면서 시민들의 이동이 더욱 통제되었다.
버마의 함락은 벵골을 전쟁 전선에 가깝게 만들었다; 그것의 영향은 인도의 다른 곳보다 벵골에 더 강하게 떨어졌다. 주요 도시 지역들, 특히 캘커타는 점점 더 많은 수의 노동자들을 군사 산업과 많은 나라들로부터 끌어들였다. 벵골과 인근 지방의 미숙련 노동자들은 특히 미국과 영국의 비행장 건설을 위해 군사 계약업자들에 의해 고용되었다. 수십만 명의 미군, 영국군, 인도군, 중국군이 이 성에 도착하여 국내 물자를 압박하고 광범위한 생필품 부족으로 이어졌다. 전시 경제의 일반적인 인플레이션 압력은 상품과 서비스의 전체 스펙트럼에서 가격을 빠르게 상승시켰다. 물가 상승은 1941년까지 "불안한" 상태가 아니었는데, 그 때는 더욱 불안해졌다. 그리고 나서 1943년 초, 특히 곡물의 인플레이션율은 전례 없는 상승세로 돌아섰다.
인도의 옷감, 양모, 가죽, 비단 산업의 거의 모든 생산품이 군에 팔렸다. 영국 정부가 인도 정부를 통해 물품을 조달하던 제도에서, 산업은 생산능력의 완전한 징발에 직면하기 보다는 개인 소유로 남겨졌다. 회사들은 신용과 고정적인 낮은 가격으로 군에 상품을 팔도록 요구되었다. 그러나, 기업들은 그들이 국내 시장에서 그들이 원하는 어떤 가격이라도 그들이 남겨둔 것에 대해 무료로 청구할 수 있게 되었다. 예를 들어, 영국 군복을 위한 천을 공급한 직물 산업의 경우, 그들은 국내 시장에서 매우 높은 가격을 부과했다. 1942년 말까지, 천 가격은 전쟁 전의 수준보다 3배 이상 올랐고, 1943년 중반에는 4배 이상 올랐다. 민간용으로 남겨진 물품의 대부분은 투기꾼들이 구입하였다.
벵골은 1942년 말에 일련의 자연 재해에 의해 영향을 받았다. 겨울 벼농사는 심각한 곰팡이 갈색 반점 질환의 발생으로 피해를 입었고, 10월 16일에서 17일 사이 사이클론과 세 차례의 폭풍 해일로 농경지가 파괴되고, 가옥이 파괴되고 수천 명이 사망했으며, 동시에 높은 수준의 곰팡이 포자를 지역에 분산시키고 농작물 질병의 확산을 증가시켰다.
거의 동시에, 농작물 수확에 대한 공식적인 예측은 상당한 부족을 예측했다. 그러나 당시의 농작물 통계는 부족하고 신뢰할 수 없었다. 행정가와 통계학자들은 수십 년 동안 인도의 농업 생산 통계가 완전히 부적절하고 "단순히 추측할 뿐만 아니라 종종 터무니없는 추측"이라는 것을 알고 있었다. 이러한 보고서를 작성하고 유지하기 위한 내부 관료체제는 거의 또는 전혀 없었으며, 지역 통계수집을 담당하는 하급 경찰관이나 마을 관리들에게는 지도와 기타 필요한 정보가 제대로 제공되지 않았고, 교육도 제대로 받지 못했으며, 정확성을 기하기 위한 의욕도 부족했다. 따라서 벵골 정부는 이러한 예측에 대해 조치를 취하지 않았으며, 예측의 정확성을 의심하고 예년에 몇 차례나 부족현상을 예측한 것을 관찰했다.
1942년 12월부터는 고위 정부 관리들과 군 장교들(존 허버트 벵골 주지사, 린리스고 총독, 레오 아메리 인도 국무장관, 클로드 오친렉 인도 영국군 총사령관, 루이 마운트배튼 인도 최고사령관 등)이 파견되었다. 정부와 군사 경로를 통해 인도를 위한 식량 수입을 요청하기 시작했지만, 몇 달 동안 처칠의 전쟁 내각에 의해 이러한 요구는 거부되거나 원래 양의 일부분으로 축소되었다. 그 식민지는 또한 식량을 수입하기 위해 자국의 파운드화 보유고를 쓰거나 심지어 선박을 사용하는 것도 허용되지 않았다. 비록 린리스고 총독이 1942년 12월 중순부터 수입을 호소했지만, 그는 군대가 민간인보다 우선할 것이라는 생각에 그렇게 했다.인도 국무장관 레오 아메리는 1943년과 1944년까지 지속된 영국 전쟁 내각의 식량 지원과 그에 따른 거절 요청의 한쪽에 있었다.

## 결과
약 300만 명의 사람들이 영양 결핍으로 사망했다고 알려지고 있으나, 당시 6,000만 명의 벵골 인구 가운데 150만 명에서 400만 명이 기근으로 피해를 입었고, 12월 곡식이 들어온 후에도 이전의 영향으로 희생자의 반이 사망하였다. 기근의 피해는 이전의 가난한 계층의 사람들이 아니라 일자리를 잃은 수공업자들이나 소매업자들이 가장 많이 받았다.

## 같이 보기
- 인도의 기근